# Kanton Lassay-les-Châteaux
Der Kanton Lassay-les-Châteaux ist ein französischer Kanton im Arrondissement Mayenne, im Département Mayenne und in der Region Pays de la Loire; sein Hauptort ist Lassay-les-Châteaux.

## Gemeinden
Der Kanton besteht aus 24 Gemeinden mit insgesamt 17.700 Einwohnern (Stand: 1. Januar 2022) auf einer Gesamtfläche von 460,76 km²:
| Gemeinde                    | Einwohner 1. Januar 2022 | Fläche km² | Dichte Einw./km² | Code INSEE | Postleitzahl |
| --------------------------- | ------------------------ | ---------- | ---------------- | ---------- | ------------ |
| Aron                        | 1.830                    | 32,85      | 56               | 53008      | 53440        |
| Belgeard                    | 560                      | 13,01      | 43               | 53028      | 53440        |
| Champéon                    | 624                      | 21,15      | 30               | 53051      | 53640        |
| Charchigné                  | 455                      | 14,91      | 31               | 53061      | 53250        |
| Commer                      | 1.289                    | 22,88      | 56               | 53072      | 53470        |
| Grazay                      | 626                      | 16,97      | 37               | 53109      | 53440        |
| Hardanges                   | 172                      | 18,48      | 9                | 53114      | 53640        |
| Jublains                    | 756                      | 36,01      | 21               | 53122      | 53160        |
| La Bazoge-Montpinçon        | 966                      | 8,44       | 114              | 53021      | 53440        |
| La Chapelle-au-Riboul       | 503                      | 13,10      | 38               | 53057      | 53440        |
| La Haie-Traversaine         | 466                      | 10,70      | 44               | 53111      | 53300        |
| Lassay-les-Châteaux         | 2.243                    | 57,63      | 39               | 53127      | 53110        |
| Le Horps                    | 721                      | 23,27      | 31               | 53116      | 53640        |
| Le Housseau-Brétignolles    | 228                      | 9,31       | 24               | 53118      | 53110        |
| Le Ribay                    | 464                      | 17,36      | 27               | 53190      | 53640        |
| Marcillé-la-Ville           | 750                      | 26,96      | 28               | 53144      | 53440        |
| Martigné-sur-Mayenne        | 1.884                    | 31,61      | 60               | 53146      | 53470        |
| Montreuil-Poulay            | 374                      | 16,24      | 23               | 53160      | 53640        |
| Moulay                      | 977                      | 8,66       | 113              | 53162      | 53100        |
| Rennes-en-Grenouilles       | 111                      | 7,86       | 14               | 53189      | 53110        |
| Saint-Fraimbault-de-Prières | 946                      | 16,85      | 56               | 53216      | 53300        |
| Saint-Julien-du-Terroux     | 257                      | 11,29      | 23               | 53230      | 53110        |
| Sainte-Marie-du-Bois        | 228                      | 11,34      | 20               | 53235      | 53110        |
| Thubœuf                     | 270                      | 13,88      | 19               | 53263      | 53110        |
| Kanton Lassay-les-Châteaux  | 17.700                   | 460,76     | 38               | 5309       | –            |

Bis zur landesweiten Neugliederung der Kantone im März 2015 bestand der Kanton Lassay-les-Châteaux aus den sechs Gemeinden Lassay-les-Châteaux (Hauptort), Le Housseau-Brétignolles, Rennes-en-Grenouilles, Saint-Julien-du-Terroux, Sainte-Marie-du-Bois und Thubœuf. Sein Zuschnitt entsprach einer Fläche von 111,31 km2. Er besaß vor 2015 einen anderen INSEE-Code als heute, nämlich 5316.

## Bevölkerungsentwicklung
| 1962  | 1968  | 1975  | 1982  | 1990  | 1999  | 2006  |
| ----- | ----- | ----- | ----- | ----- | ----- | ----- |
| 4.589 | 4.327 | 3.876 | 3.741 | 3.491 | 3.522 | 3.525 |

## Geschichte
Der Kanton entstand 1801 aus dem Zusammenschluss der Kantone Lassay (heute Lassay-les-Châteaux), La Chapelle-Moches und Thubœuf. Die Gemeinden Brétignolles und Le Housseau (heute Le Housseau-Brétignolles) sowie Rennes-en-Grenouilles gehörten bis 1832 ganz oder teilweise zum Département Orne. 